# Seongnam FC
Seongnam FC (koreansk: 성남 FC) er en fodboldklub i Seongnam , Sydkorea.

## Titler
- K League Classic
  - Vinder (7): 1993, 1994, 1995, 2001, 2002, 2003, 2006

- Korean FA Cup
  - Vinder (3): 1999, 2011, 2014

- Korean League Cup
  - Vinder (3): 1992, 2002, 2004

- Korean Super Cup
  - Vinder (1): 2002

- President's Cup
  - Vinder (1): 1999

- AFC Champions League
  - Vinder (2): 1995, 2010

- Asian Super Cup
  - Vinder (1): 1996

- A3 Champions Cup
  - Vinder (1): 2004

- Afro-Asian Club Championship
  - Vinder (1): 1996